# Rickshaw

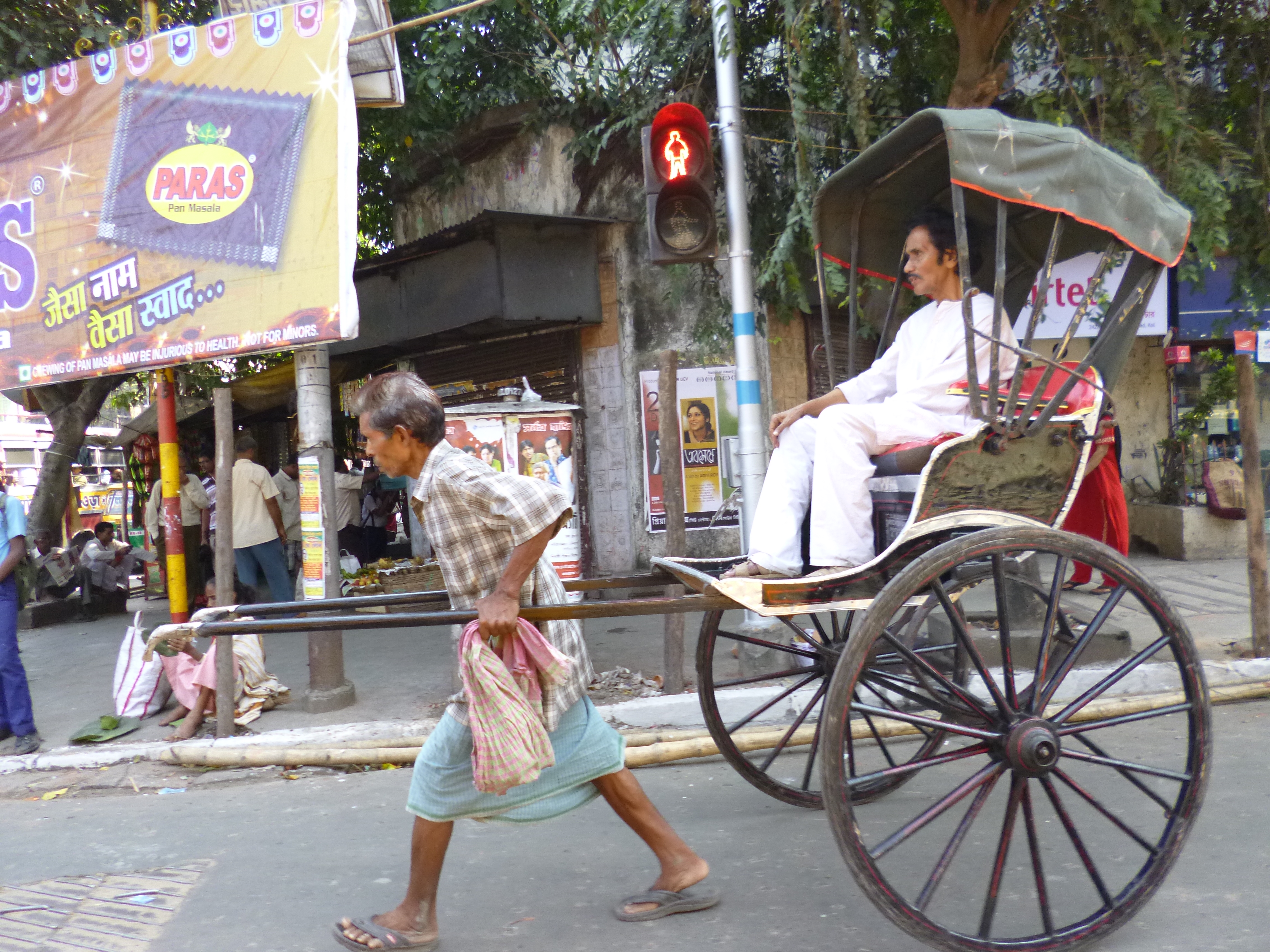
Rickshaw en India, 2012.

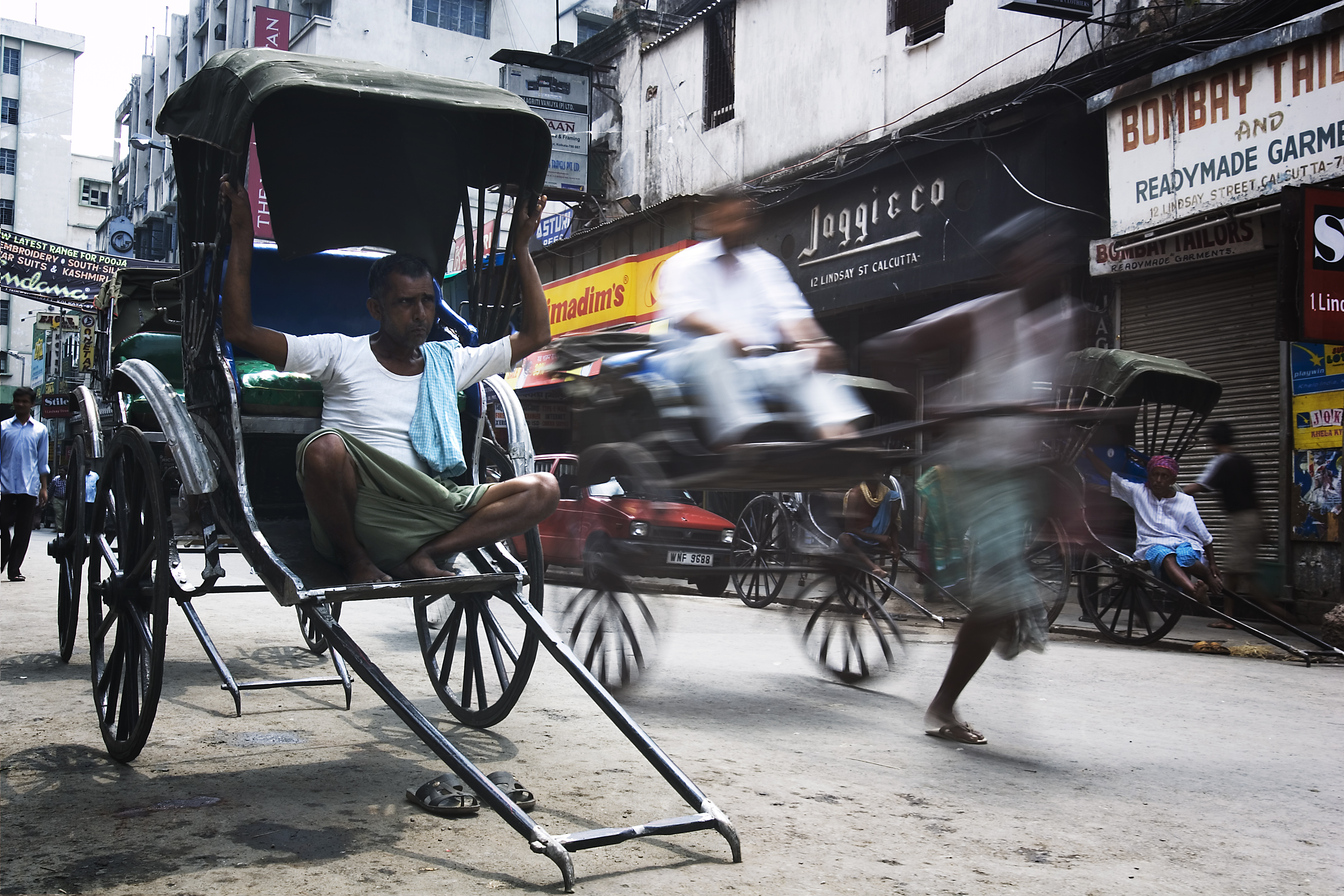
Rickshaw en Calcuta, 2005.

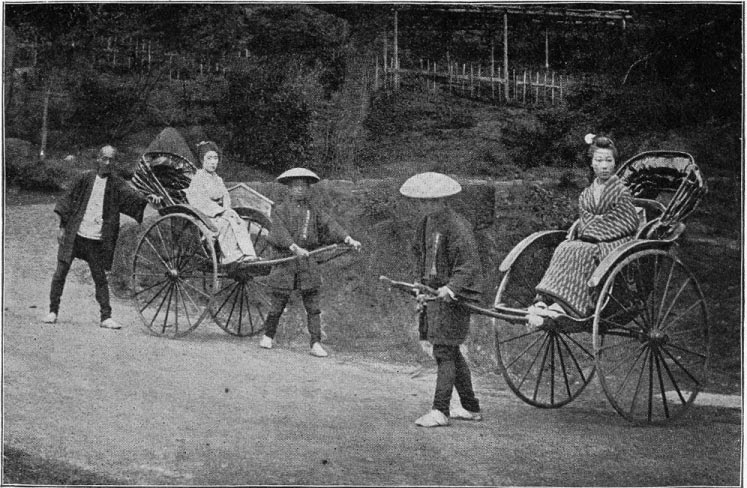
Rickshaw japonés, 1897.

Un rickshaw es un vehículo ligero de dos ruedas que se desplaza por tracción humana, bien a pie o a pedales. Muy popular en países como China, Japón o India, su uso se ha extendido a otras ciudades de todo el mundo, a menudo como reclamo turístico o como servicio de bicitaxi.

## Etimología
El término rickshaw proviene del japonés "jinrikisha" (人力車), donde jin (人) significa 'ser humano'; riki(力), 'fuerza'; y sha (車), 'vehículo'. Jinrikisha significa, por tanto, 'vehículo propulsado por fuerza humana'.